# Byrsonima pachypoda
Byrsonima pachypoda är en tvåhjärtbladig växtart som beskrevs av W.R. Anderson. Byrsonima pachypoda ingår i släktet Byrsonima och familjen Malpighiaceae. Inga underarter finns listade i Catalogue of Life.